# Walter Eich
Walter Eich (27 maggio 1925 – Berna, 1º giugno 2018) è stato un calciatore e allenatore di calcio svizzero, di ruolo portiere.

## Palmarès

### Club

#### Competizioni nazionali
- Campionato svizzero: 4

Young Boys: 1956-1957, 1957-1958, 1958-1959, 1959-1960
- Coppa Svizzera: 2

Young Boys: 1952-1953, 1957-1958